# Le cinque giornate di Milano (miniserie televisiva 2004)
Le cinque giornate di Milano è una miniserie televisiva italiana, diretta da Carlo Lizzani e andata in onda per la prima volta su Rai 1 nel 2004.

## Trama
Due storie d'amore s'intrecciano durante le cinque giornate di lotta che nel marzo 1848 videro il popolo milanese unito contro la dominazione austriaca. Il protagonista è Giovanni, giovane medico che si avvicina agli ideali rivoluzionari.

## Produzione
Le riprese a Torino della miniserie sono iniziate il 29 marzo, e si sono concluse il 20 aprile per poi proseguire per un'ulteriore settimana a Milano. Dopo una presentazione in anteprima al Teatro Dal Verme di Milano alla presenza del cast e della dirigenza Rai, viene poi trasmesso in prima TV il 5 e il 6 dicembre 2004 su Rai 1.